# ルパン三世 ルパンには死を、銭形には恋を
『ルパン三世 ルパンには死を、銭形には恋を』（ルパンさんせい ルパンにはしを ぜにがたにはこいを）は、2007年2月22日にバンプレストから発売されたアニメ『ルパン三世』を題材にしたプレイステーション2用ゲーム。CEROにおけるレーティングはB相当。

## あらすじ
蒼海省、蒼海国際空港。開催される「巫女コンテスト」のポスターには今度のコンテストの優勝最有力候補である銀麗の姿が載っていた。
銭形警部は銀麗の警備に当たる為蒼海を訪れ、コンテストの優勝賞品にルパンが食らいつくと読んでいた。不二子が「蒼王朝」の秘宝を狙うと言い、その手伝いの為ルパン達も蒼海に訪れる。不二子は蒼王朝の秘宝を狙った為蒼海のマフィア「天龍界」にさらわれ、ルパン達も巻き添えを喰らったばかりかルパンは余命３日となる。ルパンは自分の命の為蒼王朝の秘宝を入手するしか選択肢が無くなってしまった。

## ゲームシステム
今回はルパン、銭形それぞれの視点でゲームを進めていくため、この両者を操作することになる。
- ルパン操作時には潜入任務が主で、カーアクションやガンアクションなども含まれている。
- 銭形操作時には一対多数のバトルとなる。条件を満たし新技が使えるようにもなる。
- 今作はシナリオの一つ一つが独立している。シナリオをクリアするとスコアが表示されて次回予告が流れ、新たなシナリオに挑戦出来るようになる。シナリオ終了後は選択画面に戻り、プレイしたいシナリオを選択する事となる。各シナリオではシステムが変わる場合も多い。従って、今作は持ち歩ける回復アイテムなどは存在しない。過去の作品では一般人や警官など悪人ではない者を誤って射殺するとミスになるが、今作では銭形や警官など殺意のない相手に対しP38を使うとピストルから花を出して脅かすアクションに変更されており、誤って射殺することはなくなった。
- 特定時間内にボタン操作を求められる場面がある。スコアの評価要素となり、失敗するとゲームオーバーに直結する事もある。
- 不二子も操作でき、流れる音楽（『THEME FROM LUPIN III'89』）にのってタイミングよくボタンを押すリズムアクションを楽しめる。
- ルパンと銭形が合体してピンチを乗り切るステージがある。性質はどちらがメインのキャラクターであるかによって異なる。
- ルパン、銭形共にそれぞれ二部ずつの構成となっており、最初の「ドラゴンを追うハイウェイ」と「恐怖の暗殺拳」は全て共通だが同じ時間軸にありながら独立したストーリーとなっている（パラレルワールドに近い）。従って、一度最後まで物語を進め、エンディングを迎えた後にもう一つのシナリオが出現し、前回のプレイとは展開の異なるストーリーをプレイする事になる。ルパン編は「余命三日」「真実の秘宝」の二部。銭形編は「禁断の恋」「真実の愛」の二部となっている。最初の「余命三日」と「禁断の恋」はルパンを中心に演出されているがクリア後出現する「真実の秘宝」や「真実の愛」では銭形を中心とした演出になっている。
- 本作では『ルパン三世 (TV第2シリーズ)』で御馴染みのタイプライターによるサブタイトルや次回予告が存在し、銭形ルートでは銭形が次回予告を担当し、特定のミッションでＳランクを取るともう一つの次回予告としてそのミッションで活躍するキャラ（次元、五右衛門、不二子、銀麗）が担当する別バージョンが存在している。

## 登場人物
ルパン三世
声 - 栗田貫一
光琳によって三日間の余命の呪いをかけられ、それを解くために秘宝を狙う。
銭形警部
声 - 納谷悟朗
ルパン逮捕と共に銀麗の護衛を任される。当初は彼女を快く思わなかったが彼女の本質を知り、惹かれる。本作では独身という設定。
次元大介
声 - 小林清志
「真実の秘宝」編でのミニゲームが今作のウリの１つ。このミニゲームでは敵をロックオンし、外すことはない。
石川五ェ門
声 - 井上真樹夫
「余命三日」編でのミニゲームが今作のウリの１つ。相手の攻撃を自動で跳ね返す。
峰不二子
声 - 増山江威子
今作では我が身可愛さに古文書はルパンが持っていると嘘をつくがルパンを裏切らず彼を助け、「余命三日」編では自らも光琳の呪いにかかる。
蒼光琳
声 - 置鮎龍太郎
天龍界のボス。世界征服を企み彼に憧れ天龍界に入る者も多く、暗殺拳「霧影掌（むえいしょう）」を習得している。「余命三日」編、「禁断の恋」編では倒される。「真実の秘宝/愛」編では死亡する。
蒼銀麗
声 - 能登麻美子
光琳の姉。暴力で物事を解決し、野心を抱いている光琳に頭を痛めている。出身地は二龍地区（ダウンタウン）で、今はそこで世話になった人達に時々食事を差し入れしている（銭形はこれを見て彼女を好きになり始め、彼女も次第に銭形に好意を持つようになる。）
黒巫女
声 - 能登麻美子
「真実の秘宝/愛」のみ登場する蒼海の魔女。実在し、銀麗の一族の女達が黒巫女の霊が封じられた腕輪を守ってきた。銀麗の体に乗り移り復活、魂を自在に操る笛で光琳を操る。

## 声の出演
- ルパン三世 - 栗田貫一
- 次元大介 - 小林清志
- 石川五ェ門 - 井上真樹夫
- 峰不二子 - 増山江威子
- 銭形警部 - 納谷悟朗
- 蒼光琳 - 置鮎龍太郎
- 蒼銀麗 - 能登麻美子
- 黒巫女 - 能登麻美子
- 奈良徹
- 関直人
- 新垣樽助
- 渡辺英雄
- 吉田孝
- 小高三良
- 船木真人
- 樫井笙人
- 川鍋雅樹
- 大鐘則子
- 大野エリ
- 大前茜
- 沢口千恵
- 松下こみな
- 長谷瞳
- 藤村歩

## スタッフ
- 総合プロデューサー：半澤大輔
- プロデューサー：青山勝治
- 監督：伊藤芳樹
- シナリオ：小澤俊介、外山豊
- プランニングディレクター：大久保統
- メインプランナー：須田誠
- プランナー：上柿香織、外山豊、薬師寺健治
- プログラムディレクター：近藤知生
- メインプログラマー：三上晋広
- プログラマー：照井允三、大作周平、遠矢勝彦、成田泰章、濱田大輔、浦山博昭
- スクリプトディレクター：笠義明
- スクリプター：猪俣隆、友田裕基、平林隆太、丸田雅史
- ゲストキャラクターデザイン：佐藤栄祐
- スタイリスト：水口さとみ
- キャラクターモデルディレクター：川合克人
- キャラクターモデラー：吉見浩之、佐藤栄祐、松村育夫、小松崎繁
- モーションディレクター：丸渕悟志
- モーションデザイナー：藤田泰弘、天野秀彦、柳澤裕子、宮田僚
- 背景モデルディレクター：高橋大樹
- 背景モデラー：鮫川祐彦、百瀬美幸、安藤譲次、鳥居伸護、石丸よしえ、柴田香織、武藤栄美子
- ビジュアルエフェクツディレクター：出村憲治
- ビジュアルエフェクツ：鈴木広太郎
- アートワークス：三木ゆかり、友永和秀、新井博史
- 2Dワークス：落合秀和、東辻奏、鈴木恵理子、高木伸布子
- サウンドディレクター：横田拓也
- サウンド：境田裕一
- シナリオ監修：柏原寛司
- 総合監修：飯岡順一、尾﨑穂通、岩瀬京子、松里和美
- キャラクターデザイン：平山智
- 音楽：大野雄二
- 音響監督：加藤敏
- 音響効果：糸川幸良
- 音響制作：大野拓也
- 録音調整：高橋昭雄
- 音楽プロデューサー：山田慎也
- サウンドトラック制作：澤藤弘一
- 制作協力：トムス・エンタテインメント、日本テレビ音楽、バップ、ジェニュイン、東北新社、くまくま団、読売広告社、フェローズ、アーガイル、トリロジー・フューチャースタジオ、ピーエイチスタジオ、デジワークスプラス、テレコム・アニメーションフィルム、アクティブキャット、ポールトゥーウィン
- 企画・制作：バンプレスト、ネクスエンタテインメント
- 販売：バンプレスト

### MOVIE CREW
- 演出：坪内雄介
- コンポジットディレクター：関口雅人
- コンポジット：綿貫達也、鈴木広太郎

ドラマムービー
- プロデューサー：藤井秀男
- 演出：川上修司
- アニメーター：吉田友厚、伊藤幸樹、鈴木規裕、上妻徹也、国原陽人、春口清人、井上純一、水本好美、佐藤義博
- サポート：白石洋

オープニング、エンディングムービー
- プロデューサー：平正昭、中野英樹
- プロダクトマネージャー：平井徳和
- ディレクター：菅原正
- デザイナー：平田貢一、戸泉恵徳、玉井修、本多真人
- アニメーター：あらいちえ、須藤牧人

アドバタイズムービー
- プロデューサー：平正昭、森村幸正
- プロダクトマネージャー：山本ユミ
- ディレクター：松井雅也
- テクニカルディレクター：荒牧俊裕
- デザイナー：岸田梓、江刺家淳、内山嗣康、上野優一、安藤香央里
- アニメーター：セドリック・エロール、津田くみえ、高橋由美子、志村正義、林輝望

### MUSICIANS
- ピアノ・キーボード：大野雄二
- ウッドベース：俵山正之
- ドラムス：村田憲一郎、市原康
- ベース：渡辺直樹
- ギター：梶原順
- ラテンパーカッション：川瀬正人
- ストリングス：加藤高志シトリングスグループ
- アルトサックス：平原まこと
- テナーサックス：山口真文
- バリトンサックス：つづらの敦司
- トランペット：数原晋、寺島基文、鈴木正則
- トロンボーン：フレッド・シモンズ、佐藤洋樹、会田芳之
- フルート：中川昌三、旭孝、比護いずみ
- オーボエ：庄司知史
- マンドリン：和智秀樹、横内正代
- 胡弓：篠崎正嗣
- シンセサイザー：吉田潔

### パッケージ
- 作画：平山智
- 制作担当：綿引圭
- レイアウト：伊藤芳樹
- コンポジット：三木ゆかり、鈴木恵里子、高木伸布子
- ネーミングプランナー：勝畑学、河上奈央、佐藤塁
- プロダクトマネージャー：金坂吉久
- プロモーター：渡部隆
- プロモーショングッズ制作：竹原朋子
- セールスマネージャー：吉羽将一
- アシスタントプロデューサー：二見鷹介
- スーパーバイザー：灘俊宏、熊倉浩司、山田俊彦
- スペシャルサンクス：松田吉史、木村知佳恵、辻本正太、會本英雄、石井司門、鈴木桃子、戸塚えり子、奥垣晴子、小菅寛史、大塚怜士、阪田典彦、鈴木信也、三浦慎太郎

### BUG CHECK CREW
- マネージャー：太田秀明、菅野勝之
- テクニカルサポート：久保裕一郎
- バグチェック：坂部喜克、平諭、佐藤大智、小田信爾、畑中隆太、北嶋心、渡邉公裕、直江智志、山田陶子、櫻井康仁、高田雄二、佐久間和人、二村浩司、鈴木祥正、武田貴志、中根秀彰、石内吾郎

## 販促
発売当時、劇中に登場するルパンの愛車のレプリカ（光岡・BUBUクラシックSSKの改造車）と不二子が乗るハーレーダビッドソンが各1名に当たるプレゼントキャンペーンが行われた。